# Puchar Polski (województwo podkarpackie) w piłce nożnej mężczyzn (2023/2024)
W sezonie 2023/2024 Puchar Polski na szczeblu województwa podkarpackiego składał się z dwóch rund, z udziałem czterech zespołów – zwycięzców pucharów okręgowych: 
- KS Wiązownica (OPP Jarosław 2023/2024[1])
- Karpaty Krosno (OPP Krosno 2023/2024[2])
- Igloopol Dębica (OPP Rzeszów-Dębica 2023/2024[3])
- Siarka Tarnobrzeg (OPP Stalowa Wola 2023/2024[4])

Rozgrywki wyłoniły zwycięzcę wojewódzkiego Pucharu Polski i uczestnika Pucharu Polski na szczeblu centralnym w sezonie 2024/2025.
Obrońcą tytułu była Stal Stalowa Wola, która nie wystąpiła w rozgrywkach tej edycji, ponieważ w minionym sezonie awansowała na szczebel centralny, co gwarantowało jej udział na szczeblu centralnym PP. 12 czerwca 2024 Puchar Polski województwa podkarpackiego po raz pierwszy w XXI wieku zdobyła Siarka Tarnobrzeg.

## 1/2 finału
| 22 maja 2024 | Igloopol Dębica | 0:4   | Siarka Tarnobrzeg                                               |                                                                |
| 17:00        |                 | (0:0) | 56' Kōsei Iwao · 59' (k.), 76' Kamil Orlik · 65' Marcin Kumorek | Stadion Miejski im. 70-lecia Odzyskania Niepodległości, Dębica |

| 29 maja 2024 | KS Wiązownica            | 2:4 (pd.) | Karpaty Krosno                                                              |                     |
| 17:00        | Arkadiusz Kasia 57', 71' | (0:0)     | 50' Mateusz Hudzik · 90' Martin Geci · 104' Michał Stasz · 117' Dmytro Suła | Stadion, Wiązownica |

## Finał
| 12 czerwca 2024 | Karpaty Krosno | 0:3   | Siarka Tarnobrzeg                                          |                       |
| 17:00           |                | (0:0) | 53' Dawid Lisowski · 70' Piotr Lisowski · 72' Szymon Feret | Stadion MOSiR, Krosno |